# HAT-P-13 b
HAT-P-13 b — экзопланета, находящаяся на расстоянии приблизительно 697 световых лет в созвездии Большой Медведицы. Планета была открыта во время прохождения по диску её звезды — HAT-P-13. Планета относится к классу горячих юпитеров. Отношение массы и радиуса планеты к массе и радиусу Юпитера составляет 0,851 и 1,28 соответственно (в более современных работах, включающих свежие фотометрические данные, говорится о больших значениях обоих отношений).